# 小林有方
小林 有方（こばやし ありかた、1909年9月22日 - 1999年7月31日）は、日本のカトリック司教。洗礼名はペトロ。カトリック仙台教区司教を務め、司教団の一員として第2バチカン公会議にも参加した。

## 生涯
1909年、神戸市に生まれる。
1935年に司祭叙階。その後、一時カトリック奈良教会の主任司祭となった。
ある信者の回想によれば、1941年に日曜日の軍事教練で中学生も教会に行けなくなると知らされて「日本も、いよいよ、ナチスドイツのようなファシズムになりましたね」と答えている。
戦後間もない1946年、大阪市に新しく創立されたカトリック阿倍野教会の初代主任司祭となった。1954年2月21日にカトリック仙台教区司教に任命され、同年5月3日に司教に叙階された。
1954年、『老聞並伝説記』という古書が発見されて三経塚の由来が明らかになると、現地（宮城県登米市）を訪れてカトリック教会の建設を決意。カナダに行って各地で講演活動を行って寄付を集め、1956年3月に米川カトリック教会が新築落成した。
1976年1月24日に仙台教区長を辞任して名誉司教となり、その後は1987年まで自ら創設した米川教会で働いた。それ以降は岡山で著述活動に専念し、1999年7月31日に神戸市で亡くなった。